# Badjouma
Badjouma est un village du Cameroun situé dans le département de Bénoué et la Région du Nord. Le village fait partie de l'arrondissement de Pitoa.  
Le village rassemble trois quartiers, Badjouma centre, Badjouma radier et Badjouma Carrefour. Le village est densément peuplé et borde la route nationale N°1. On peut y retrouver un marché hebdomadaire pour le commerce, un centre d'éducation secondaire, une école primaire et une école maternelle pour l'éducation. Enfin le village possède un centre de santé intégré. 